# 51 Pegasi b
Dimidium
Cet article concerne la planète surnommée Bellérophon. Pour les homonymes, voir Bellérophon (homonymie).
51 Pegasi b (en abrégé 51 Peg b), aussi nommée Dimidium, est une planète extrasolaire (exoplanète) confirmée en orbite autour de l'étoile 51 Pegasi, une sous-géante (classe de luminosité IV) jaune (type spectral G) de magnitude apparente 5,49 et située à une distance d'environ 51 années-lumière (15,36 parsecs) du Soleil, dans la direction de la constellation boréale de Pégase.
Première exoplanète découverte autour d'une étoile de la séquence principale (en 1995), 51 Pegasi b constitue le prototype de la classe des Jupiter chauds.

## Nomenclature
La désignation catalogue de la planète est 51 Pegasi b, tel que le prescrit la nomenclature des exoplanètes. L'UAI lui a également attribué le nom de Dimidium à l'issue du concours NameExoWorlds. « Dimidium » signifie « moitié » en latin, et fait référence à la masse de la planète qui est d'au moins une demi-masse de Jupiter. Le nom plus traditionnel de Bellérophon, lui est aussi donné officieusement par Geoffrey Marcy, d'après le héros grec qui a dompté Pégase, ce qui fait un lien avec la constellation de Pégase dans laquelle la planète se trouve.

## Découverte et confirmation

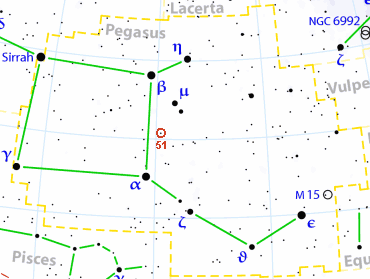
Localisation dans la constellation de Pégase.

51 Pegasi b est la première planète extrasolaire découverte en orbite autour d'une étoile encore « en vie » (les premières exoplanètes découvertes se trouvaient autour du pulsar PSR B1257+12).
Elle a été découverte par la méthode des vitesses radiales, par Michel Mayor et Didier Queloz de l'observatoire de Genève, d'après des données collectées, entre septembre 1994 et septembre 1995, avec ÉLODIE, le spectrographe échelle à haute résolution alors installé au foyer du télescope de type Cassegrain de 1,93 m de l'observatoire de Haute-Provence.

### Annonce
Mayor et Queloz annoncent la découverte de 51 Pegasi b le 6 octobre 1995, à Florence, lors du Ninth Cambridge Workshop on Cool Stars, Stellar Systems and the Sun,. Leur annonce est suivie d'une circulaire de l'Union astronomique internationale du 25 octobre 1995. L'article relatant leur découverte paraît dans la revue Nature le 23 novembre 1995. Cette découverte vaudra à leurs auteurs le prix Nobel de physique en 2019.

### Confirmation

Poster gag réalisé par la Nasa imaginant une carte postale envoyée de 51 Pegasi b.

L'existence de 51 Pegasi b a été confirmée par David F. Gray, Artie P. Hatzes et al. ainsi que Timothy M. Brown et al..

## Caractéristiques physiques et orbitales
La planète se situe à 50,9 années-lumière de la Terre. Étant très proche de son étoile hôte, elle effectue une révolution complète en seulement un peu plus de quatre jours. Le fait qu'elle soit si peu éloignée de son astre parent a surpris les astrophysiciens, car ils ne s'attendaient pas à trouver une géante gazeuse aussi proche de son étoile (un vingtième de la distance Terre-Soleil). Pour cette raison, elle a été classée dans un nouveau type de planètes, les Jupiter chauds, ou Pégasides d'après le nom de cette planète, car la température est d'environ 1 000 °C.
Elle a une masse d'environ la moitié de celle de Jupiter, soit 150 fois celle de la Terre.

### Anneaux planétaires
Dans un article publié sur arXiv le 3 septembre 2015, puis dans Astronomy and Astrophysics, Nuno C. Santos et ses collaborateurs ont exploré la possibilité de l'existence d'anneaux autour de 51 Pegasi b.

## Détection directe en lumière visible
Pour la première fois, le spectre de la lumière visible réfléchie par une exoplanète a été détecté directement en avril 2015,. Cette détection, effectuée sur 51 Pegasi b, a été réalisée par une équipe internationale d'astronomes de Porto, d'Aix-Marseille, de Genève et de l'ESO au Chili,. Les mesures ont été effectuées grâce au spectrographe HARPS installé sur le télescope de 3,6 mètres de l'ESO à La Silla,. La fraction de lumière réfléchie, (6,0 ± 0,4) × 10−5, permet de contraindre le rayon de la planète en supposant son albédo et vice versa. En supposant la surface de la planète lambertienne (et donc un albédo égal à deux tiers), la planète aurait un rayon de 1,6 rayon jovien ; en supposant un albédo de 0,5, on obtient un rayon de 1,9 rayon jovien.
Cette technique permet également de mesurer la vitesse radiale de la planète elle-même ; en calculant le rapport entre cette dernière et la vitesse radiale de l'étoile, on obtient directement le rapport de masse entre l'étoile et la planète, et en connaissant la masse de l'étoile, estimée à 1,04 masse solaire, on obtient alors la vraie masse de la planète : 0,46+0,06
 −0,01 masse jovienne. La vitesse radiale de l'étoile permettant d'obtenir la masse minimale de la planète, estimée à 0,45 masse jovienne, on peut déduire ensuite l'inclinaison orbitale de la planète : 80+10
 −19 degrés.

## Atmosphère
En 2013, Brogi et al. annoncent la possible détection de monoxyde de carbone et d'eau. Le 26 janvier 2017 est publié un article annonçant la détection d'eau dans l'atmosphère de 51 Pegasi b.